# Jeppe Tønsberg
Jeppe Tønsberg (født 1950, død 10. juni 2021) var en dansk forfatter, foredragsholder og stadsarkivar i Lyngby-Taarbæk Kommune.
Han har skrev om Kongens Lyngby (blandt andet Lyngby Hovedgade) og områderne omkring f.eks. Virum og Taarbæk.